# Fra Bartolommeo
Fra Bartolommeo, de seu verdadeiro nome Baccio della Porta (Florença, 1472 — Fiesole, 1517), foi um importante pintor renascentista florentino.
Aluno de Cosimo Rosselli, em 1500 mudou-se para o convento de São Marcos, continuando ali, a pintar.
Foi grande amigo de Rafael Sanzio, tendo consigo aprendido as normas da perspectiva e da cor. O retorno de Michelângelo e de Leonardo da Vinci a Florença, influenciaram-no, notoriamente, a nível da composição psicológica e distribuição das figuras pela obra.
Atualmente as suas obras encontram-se expostas no maiores museus da Europa e do Mundo, entre eles o Museu do Louvre, em Paris, o Metropolitan Museum of Art, em Nova Iorque, no Getty Center, em Nova Iorque, o Museu Kunsthistorisches, em Viena,  o Museu de Belas Artes de Boston, e o Palácio Ruspoli, em Roma.